# Johan Henrik Beucker Andreae
Mr. Johan Henrik Beucker Andreae (Leeuwarden, 20 oktober 1811 - aldaar, 3 maart 1865) was een Nederlands advocaat en burgemeester.

## Leven en werk
Johan Henrik Beucker Andreae was een telg uit de Friese patriciërsfamilie Beucker Andreae. Hij was een zoon van Daniel Hermannus Beucker Andreae (1772-1828) en Catharina Elizabeth Huber (1779-1822). Op 10 mei 1843 huwde hij met Baukje Bolman (1822-1886). Met haar kreeg hij negen kinderen (4 zonen en 5 dochters) waarvan er 2 jong overleden.
Beucker Andreae studeerde rechten in Utrecht en promoveerde daar in 1840 op een rechtshistorisch onderwerp. Na zijn studietijd maakte hij een grote reis naar Italië en Griekenland. Over deze reizen publiceerde hij in 1843 Eenige brieven uit Moréa en Athene en in 1856 Herinneringen aan Italië. In 1842 vestigde hij zich als advocaat in Leeuwarden. In 1850 bracht hij een rapport uit over de sociale toestand en de armoede in Friesland. In 1851 werd hij benoemd tot burgemeester van Leeuwarden. Hij vervulde deze functie tot zijn overlijden in 1865.
Beucker Andreae vervulde diverse maatschappelijke functies. Hij was regent van het Diakoniehuis, voogd van het Nieuwe Stads Weeshuis en schoolopziener in enkele schooldistricten in Friesland. Hij was actief in de vrijmetselaarsloge De Friesche Trouw en had zitting in het bestuur van het Fries Genootschap. Tijdens een bezoek van Koning Willem II aan Leeuwarden in 1852 werd Beucker Andreae benoemd tot Commandeur in de Orde van de Eikenkroon. In 1860 werd hij benoemd tot Ridder in de Orde van de Nederlandse Leeuw.
- Biografisch Portaal: 09567503
- Digitale Bibliotheek voor de Nederlandse Letteren: andr021
- Gemeinsame Normdatei: 100733026
- International Standard Name Identifier: 0000 0000 4763 3252
- Nederlandse Thesaurus van Auteursnamen: 075221276
- Virtual International Authority File: 76667847